# Фергюсон Ротіч
Фергюсон Черуйот Ротіч (англ. Ferguson Cheruiyot Rotich; нар. 30 листопада 1989) — кенійський легкоатлет, який спеціалізується в бігу на середні дистанції.

## Спортивні досягнення
Срібний олімпійський призер з бігу на 800 метрів (2021).
Олімпійський фіналіст (5-е місце) у бігу на 800 метрів (2016).
Бронзовий призер чемпіонату світу у бігу на 800 метрів (2019).
Фіналіст (4-е місце) чемпіонату світу у бігу на 800 метрів (2015).
Чемпіон Діамантової ліги у бігу на 800 метрів (2016).
Багаторазовий чемпіон та призер Світових легкоатлетичних естафет.
Фіналіст чемпіонатів Африки у бігу на 800 метрів (4-е місце у 2014 та 5-е місце у 2018).
Чемпіон Кенії у бігу на 800 метрів (2014).